# Écardenville-sur-Eure
Écardenville-sur-Eure är en kommun i departementet Eure i regionen Normandie i norra Frankrike. Kommunen ligger i kantonen Gaillon-Campagne som tillhör arrondissementet Les Andelys. År 2018 hade Écardenville-sur-Eure 583 invånare.

## Befolkningsutveckling
Antalet invånare i kommunen Écardenville-sur-Eure
Referens:INSEE